# 9 مارس
- السبت
- الأحد
- الاثنين
- الثلاثاء
- الأربعاء
- الخميس
- الجمعة

- 11 رمضان 1446  هـ
- 22 رمضان 1446  هـ
- 33 رمضان 1446  هـ
- 44 رمضان 1446  هـ
- 55 رمضان 1446  هـ
- 66 رمضان 1446  هـ
- 77 رمضان 1446  هـ
- 88 رمضان 1446  هـ
- 99 رمضان 1446  هـ
- 1010 رمضان 1446  هـ
- 1111 رمضان 1446  هـ
- 1212 رمضان 1446  هـ
- 1313 رمضان 1446  هـ
- 1414 رمضان 1446  هـ
- 1515 رمضان 1446  هـ
- 1616 رمضان 1446  هـ
- 1717 رمضان 1446  هـ
- 1818 رمضان 1446  هـ
- 1919 رمضان 1446  هـ
- 2020 رمضان 1446  هـ
- 2121 رمضان 1446  هـ
- 2222 رمضان 1446  هـ
- 2323 رمضان 1446  هـ
- 2424 رمضان 1446  هـ
- 2525 رمضان 1446  هـ
- 2626 رمضان 1446  هـ
- 2727 رمضان 1446  هـ
- 2828 رمضان 1446  هـ
- 2929 رمضان 1446  هـ
- 301 شوال 1446  هـ
- 312 شوال 1446  هـ
- 13 شوال 1446  هـ
- 24 شوال 1446  هـ
- 35 شوال 1446  هـ
- 46 شوال 1446  هـ

9 مارس أو 9 آذار أو يوم 9 \ 3 (اليوم التاسع من الشهر الثالث) هو اليوم الثامن والستون (68) من السنة البسيطة، أو اليوم التاسع والستون (69) من السنوات الكبيسة وفقًا للتقويم الميلادي الغربي (الغريغوري). يبقى بعده 297 يوما لانتهاء السنة.

## أحداث
- 632 - الرسول محمد يلقي خطبته الأخيرة في يوم عرفة، على جبل الرحمة، خلال ما عُرف بحجة الوداع.
- 1009 - أول ذكر معروف لليتوانيا، في وثائق وسجلات دير قودلينبورغ.
- 1230 - القيصر البلغاري إيفان آسين الثاني يهزم تيودور أمير إبيروس البيزنطية في معركة كلوكوتنيتسا.
- 1276 - آوغسبورغ تصبح مدينة إمبراطورية حرة.
- 1796 - زواج الإمبراطور الفرنسي نابليون بونابرت من الملكة جوزفين البوهيمية.
- 1908 - تأسيس نادي إنتر ميلان الإيطالي.
- 1919 - إندلاع ثورة في مصر بقيادة سعد زغلول ضد الاحتلال البريطاني والتي عرفت باسم ثورة 1919.
- 1945 - المقاتلات الأمريكية تشن هجوم على اليابان حيث أسقطت على العاصمة طوكيو قنابل تزن حوالي 2000 طن وأدى ذلك إلى مقتل ما يقارب 130000 شخصًا من المدنيين اليابانيين.
- 1956 - المملكة المتحدة تنفي الزعيم القبرصي مكاريوس الثالث إلى جزيرة سيشيل.
- 1969 - المدفعية الإسرائيلية تغتال رئيس أركان الجيش المصري الفريق عبد المنعم رياض أثناء تفقده للجبهة المصرية إبان حرب الاستنزاف.
- 1970 - رئيس حركة فتح ياسر عرفات يزور موسكو لأول مرة، وبدأ منذ هذه الزيارة الدعم السوفيتي لنضال هذه المنظمة التي بدأت يسارية.
- 1973 - شعب أيرلندا الشمالية يصوت بأغلبية ساحقة على البقاء ضمن المملكة المتحدة.
- 1990 - منتخب الكويت لكرة القدم يفوز بكأس بطولة الخليج المقامة في الكويت.
- 2000 - جمعية دينية يهودية متطرفة تدعى «عزرات مناحيم» تعمل لإقامة قاعة احتفالات كبرى في ساحة البراق من أجل إقامة الاحتفالات اليهودية فيها.
- 2003 - إنشاء أول قضاء دولي دائم في التاريخ ينظر في جرائم الحرب وجرائم الإبادة الجماعية والجرائم المرتكبة ضد الإنسانية وجرائم العدوان، حيث تم انتخاب أول هيئة قضائية للمحكمة الجنائية الدولية تتكون من 18 قاضيًا بينهم 7 نساء، وتحاكم هذه المحكمة مرتكبي الجرائم السابقة كأشخاص وهي تختلف عن محكمة العدل الدولية التي تنظر في المنازعات بين الدول ولا تنظر في شكاوى الأشخاص كأفراد.
- 2015 -
  - الطائرة الكهربائية سولار إمبلس 2 تقلع من أبوظبي للقيام برحلة حول العالم بدون وقود.
  - حادث تصادم جوي بين مروحيتين في الأرجنتين يودي بحياة 10 أشخاص بينهم 8 فرنسيين منهم ثلاثة رياضيين محترفين دوليين وأولمبيين.
- 2016 - وقوع كسوف كامل للشمس في إندونيسيا وإقليم شمال المحيط الهادئ.
- 2018 - انطلاق دورة الألعاب البارالمبية الشتوية 2018 في كوريا الجنوبية.
- 2020 - اختطاف الصحفي العراقي توفيق التميمي في حي أور شرقي العاصمة بغداد أثناء ذهابه إلى العمل.
- 2022 - فوز مرشح المعارضة يون سوك يول في الانتخابات الرئاسية لكوريا الجنوبية.
- 2023 - فوز رام شاندرا بودل من حزب المؤتمر النيبالي في الانتخابات الرئاسية النيبالية بنسبة 65.54%.

## مواليد
- 1454 - أمريكو فسبوتشي، بحار ومستكشف إيطالي.
- 1568 - لويجي غونزاغا، قديس إيطالي.
- 1629 - أليكس الأول، قيصر روسيا الثاني.
- 1753 - الجنرال كليبر، عسكري فرنسي.
- 1890 - فياتشيسلاف ميخائيلوفيتش مولوتوف، سياسي سوفيتي.
- 1891 - خوسي لوريل، سياسي فلبيني.
- 1923 - والتر كون، عالم كيمياء أمريكي حاصل على جائزة نوبل في الكيمياء عام 1998.
- 1924 - حنا مينه، أديب سوري.
- 1934 - يوري جاجارين، رائد فضاء روسي وأول من صعد إلى الفضاء.
- 1950 - داني سوليفان، سائق فورمولا 1 أمريكي.
- 1955 - أورنيلا موتي، ممثلة إيطالية.
- 1957 - منى سالين، سياسية سويدية.
- 1960 - عادل سميث، مؤسس الاتحاد الإيطالي المسلمين.
- 1962 - طيف، ممثلة إيرانية تعمل في الكويت.
- 1963 - وضاح حلوم، ممثل سوري.
- 1964 -
  - جولييت بينوش، ممثلة فرنسية.
  - هربرت فاندل، حكم كرة قدم ألماني.
- 1968 - يوري دجوركاييف، لاعب كرة قدم فرنسي.
- 1975 -
  - خوان سيباستيان فيرون، لاعب كرة قدم أرجنتيني.
  - روي مكاي، لاعب كرة قدم هولندي.
  - إيزابيل جرانادا، ممثلة فلبينية إسبانية.
- 1976 - نورياكي سوغياما، مؤدي أصوات وممثل ياباني.
- 1978 - لوكاس نيل، لاعب كرة قدم أسترالي.
- 1982 -
  - محمد رافع، ممثل سوري.
  - ميس حرب، مغنية سورية.
- 1983 - كلينت ديمبسي، لاعب كرة قدم أمريكي.
- 1984 - نسرين أمين، ممثلة مصرية.
- 1993 - شوقا، رابر كوري من فرقة بانقتان.

## وفيات
- 1851 - هانز أورستد، عالم فيزياء وكيمياء دنماركي.
- 1888 - فيلهلم الأول، إمبراطور ألمانيا.
- 1889 - وليام ناسو ليس، مستشرق أيرلندي.
- 1897 - جمال الدين الأفغاني، عالم ومفكر مسلم من أعلام النهضة العربية.
- 1928 - عباس بن محمد رضوان، عالم مسلم حجازي.
- 1969 - عبد المنعم رياض، رئيس أركان القوات المسلحة المصرية.
- 1971 - كيرلس السادس، بابا الإسكندرية وبطريرك الكرازة المرقسية السادس عشر بعد المائة.
- 1985 - أمين السعد، سياسي وحقوقي لبناني.
- 1987 - يوسف الخال، شاعر وأديب لبناني.
- 1989 - سعيد حوى، داعية وأحد أعلام جماعة الإخوان المسلمون في سوريا.
- 1992 - مناحم بيجن، رئيس وزراء إسرائيل حاصل على جائزة نوبل للسلام عام 1978.
- 1996 - محمد الغزالي، عالم مسلم ومفكر مصري.
- 1994 - تشارلز بوكوفسكي، شاعر وروائي وكاتب قصة قصيرة أمريكي من أصل ألماني.
- 2009 - فارس مراد، معارض وسجين سياسي سوري.
- 2020 - عبد الرزاق اليحيى، سياسي فلسطيني.
- 2022 - يسري الجندي، كاتب مصري.
- 2023 - الجوهرة بنت عبد العزيز آل سعود، أميرة سعودية.

## أعياد ومناسبات
- يوم الشهيد في العراق.
- يوم الشهيد في مصر.
- عيد البارون بليس في بليز.
- يوم المعلم في لبنان.

## وصلات خارجية
- وكالة الأنباء القطريَّة: حدث في مثل هذا اليوم.
- النيويورك تايمز: حدث في مثل هذا اليوم.
- BBC: حدث في مثل هذا اليوم.